# Altenheim (Zeitschrift)
Altenheim ist eine deutsche Fachzeitschrift für Träger und Leitungen der teilstationären und stationären Altenhilfe. Sie erscheint seit den 1960er Jahren und informiert über Strategien der Unternehmensführung, den Umgang mit neuen Gesetzen und Verordnungen, Ratschläge in Sachen Recht, Betreuungskonzepte und Angebote sowie Instrumente zur Personalführung.
Die Erscheinungsweise ist monatlich. Jede Ausgabe enthält Projekte und Konzepte, Nachrichten aus den Bundesländern, aus Gesundheits- und Berufspolitik, zitiert Meinungen aus der Branche, berichtet von Fachveranstaltungen und Kongressen, stellt Bücher und Produktneuheiten vor und gibt Hinweise zu Veranstaltungen und Seminaren.
Die Auflage ist IVW-kontrolliert.